# Assedio di Arai
L′assedio di Arai (新井城の戦い?) fu uno dei primi passi di Hōjō Sōun per diventare uno dei più potenti signori della guerra del periodo Sengoku. Dopo aver attaccato Kamakura nel 1512, Hōjō si rivolse contro il castello di Arai, in una penisola a sud, che era controllato da Miura Yoshiatsu.
Yoshimoto, figlio di Yoshiatsu, credendo la sconfitta inevitabile, si suicidò tagliandosi la testa.